# عنصر غیرفعال
در یک مدار الکتریکی، عنصر غیرفعال (به انگلیسی: Passive Element) به عنصری گفته می‌شود که نه منبع انرژی است و نه بهرۀ توان (به انگلیسی: Power Gain) دارد؛ یعنی ولتاژ یا جریان را تقویت نمی‌کند؛ بلکه فقط انرژی را تلف و یا آن را ذخیره و رها می‌کند. مقاومت، خازن و خودالقا، عناصر غیرفعال مداری‌اند.